# Zlatko Čepo
Zlatko Čepo (Bela Crkva, 9. travnja 1934. — Zagreb, 2. travnja 1988.), hrvatski povjesničar.

## Životopis
Rođen u Beloj Crkvi. U Slavonskom Brodu završio gimnaziju. U Zagrebu diplomirao filozofiju i jugoslavenske književnosti na Filozofskom fakultetu u Zagrebu 1960. godine. Još kao student radio kao novinar zagrebačkom Narodnom listu. Poslije radio u Večernjem vjesniku (budući Večernji list), a u Globusu, Telegramu, Književnoj tribini, Vjesniku i Studentskom listu surađivao na kulturološkim člancima. 1963. godine zaposlio se u Institutu za historiju radničkog pokreta. Nakon šest godina je v.d. direktora, a od 1973. do 1986. direktor. 
Na Fakultetu političkih nauka u Zagrebu doktorirao na samoupravnom socijalizmu. Doktorirao je 1981. tezom 'Ideje samoupravnog socijalizma u Komunističkoj partiji Rusije (boljševika) 1917–1925. godine. Od 1982. do 1988. glavni urednik i suradnik Časopisa za suvremenu povijest. Prikaz povijesti Instituta za historiju radničkog pokreta Hrvatske kojem je bio direktorom, objavljen u Časopisu za suvremenu povijest 1982. obilježen je ideološki. Pisao udžbenike za marksističko obrazovanje.
Područje Čepina znanstvenog istraživanja bio je razvitak socijalizma u svijetu i u nas, Lenjin, radnički pokret, određenje socijalzma, pretpostavke socijalizma, Oktobarska revolucija, Lenjin i radnička oporba, Kominterna i fašizam, Tito obnovitelj radničkog upravljanja.

## Djela

### Autor
- Željezara Sisak 1938–1968, Sisak 1968.
- Socijalizam od teorije do stvarnosti u svijetu i kod nas, Zagreb 1969.
- Komunistički pokret i socijalistička revolucija u Hrvatskoj. Zagreb 1969. (suradnik)
- Marksističko shvaćanje prirode i društva. Zagreb 1975.
- Osnove marksizma. Zagreb 1975.
- Temelji marksizma. Ljubljana 1976.
- INA — Rafinerija nafte Sisak 1927–1977. Sisak 1977. (s Mirom Kolar-Dimitrijević)
- Teorija i praksa samoupravnog socijalizma, 1. Zagreb 1976.
- Sudbina radničkog upravljanja u SSSR-u. Zagreb 1982.
- Životopis Josipa Broza Tita (u rukopisu)

### Ostalo
- Tajni referat N. S. Hruščeva, Zagreb, 1970. (ur. Josip Vrhovec i Zlatko Čepo)[2]
- Karlo Štajner: Povratak iz Gulaga, Zagreb, 1982. (stručni redaktor Zlatko Čepo)

## Vanjske poveznice
- WorldCat
- Google Knjige